# Jacob Murphy
Jacob Kai Murphy (sinh ngày 24 tháng 2 năm 1995) là một cầu thủ bóng đá chuyên nghiệp người Anh thi đấu ở vị trí tiền vệ cho câu lạc bộ Newcastle United tại Premier League.

## Danh hiệu
Newcastle United
- EFL Cup: 2024–25;[4] á quân: 2022–23[5]